# Vrijburger

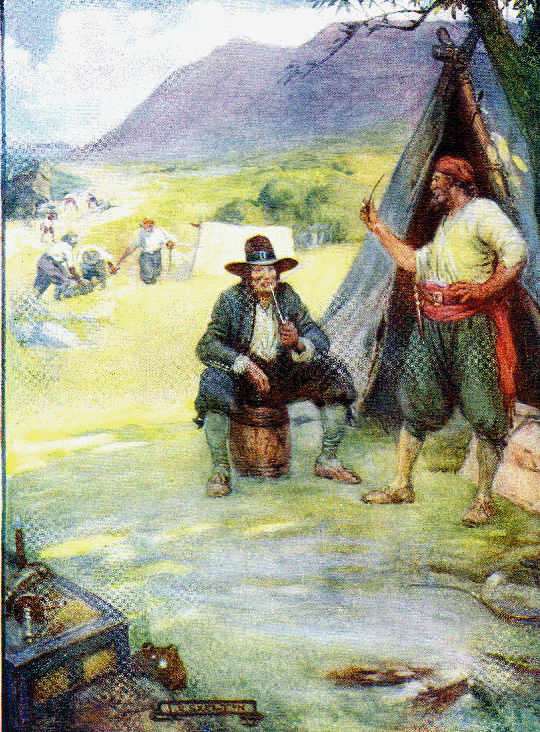
Waar nu de stad Kaapstad staat, zetten ze hun tenten en hutten op

Vrijburgers waren vroege kolonisten bij Kaap de Goede Hoop in de 17e en 18e eeuw. De introductie van vrijburgers aan de Kaap wordt beschouwd als het begin van een permanente vestiging van Europeanen in Zuid-Afrika en het ontstaan van de Afrikaners.

## Nederzetting aan de Kaap

### Europese beroepsbevolking

Vlag van de Nederlandse Republiek of Prinsenvlag werd gehesen op het Kasteel de Goede Hoop en begroet door binnenkomende schepen

De Vereenigde Oostindische Compagnie (VOC) was in 1602 in de Nederlandse Republiek opgericht en de Nederlanders gingen de concurrentie aan om handel in Zuidoost-Azië. Het einde van de Dertigjarige Oorlog in 1648 zag Europese soldaten en vluchtelingen op grote schaal verspreid over Europa. Immigranten uit Duitsland, Scandinavië en Zwitserland reisden naar Nederland in de hoop werk te vinden bij de VOC.  Daarnaast vulde het bedrijf zijn gelederen met landarbeiders, ambachtslieden en ongeschoolde arbeiders uit zowel landelijke als stedelijke gebieden die een aantal variaties van de Franse, Nederlandse, Duitse en Scandinavische talen spraken. Aannemers waren verplicht minimaal vijf jaar in dienst van de VOC te blijven met uitzondering van de zes maanden die de reis had kunnen duren en mochten gedurende deze tijd niet naar huis terugkeren.

### Protestantse werkethiek
De protestantse werkethiek, de calvinistische arbeidsethos  is een arbeidsethos concept in de theologie, sociologie, economie en geschiedenis dat benadrukt dat hard werken, discipline en soberheid  zijn het resultaat van iemands inschrijving op de waarden die worden aangehangen door het protestantse geloof, in het bijzonder het calvinisme . Een van de oorzaken van de Nederlandse Gouden Eeuw wordt toegeschreven aan de migratie van bekwame ambachtslieden naar de Republiek, waarvan vooral protestanten goed vertegenwoordigd waren. De economen Ronald Findlay en Kevin H. O'Rourke schrijven een deel van het Nederlandse overwicht toe aan de protestantse werkethiek gebaseerd op het calvinisme, dat spaarzaamheid en onderwijs bevorderde. Dit droeg bij aan "de laagste rente en de hoogste alfabetiseringsgraad in Europa. De overvloed aan kapitaal maakte het mogelijk om een indrukwekkende voorraad rijkdom aan te houden, niet alleen belichaamd in de grote vloot, maar ook in de overvloedige voorraden van een scala aan goederen die werden gebruikt om de prijzen te stabiliseren en winstmogelijkheden te benutten." 

## De eerste vrijburgers
In 1656 overwoog commandant Jan van Riebeeck het idee van vrije mannen aan de Kaap, hij was van mening dat de kosten van huisvesting en bescherming aan dergelijke vrije huishoudens te hoog zouden zijn. De bewindhebbers van de VOC waren er echter voorstander van om onder gunstige voorwaarden vrijen te vestigen. 

### Harmans kolonie
Op 21 februari 1657, na een sollicitatieprocedure waarbij de beste kandidaten werden geselecteerd, mochten vijf personen land uitkiezen dat ze konden bezetten en als vrijen konden gebruiken. Ze kozen een gebied op zo'n vijftien kilometer afstand van Fort de Goede Hoop aan de andere kant van de rivier de Liesbeek. Ze mochten een stuk land uitkiezen zo lang en breed als ze wilden, op voorwaarde dat ze aan de andere kant van de rivier bleven. Het stuk land dat ze bezetten, werd Amstel genoemd, of het Groene veld. 

### Nederzettingskaart

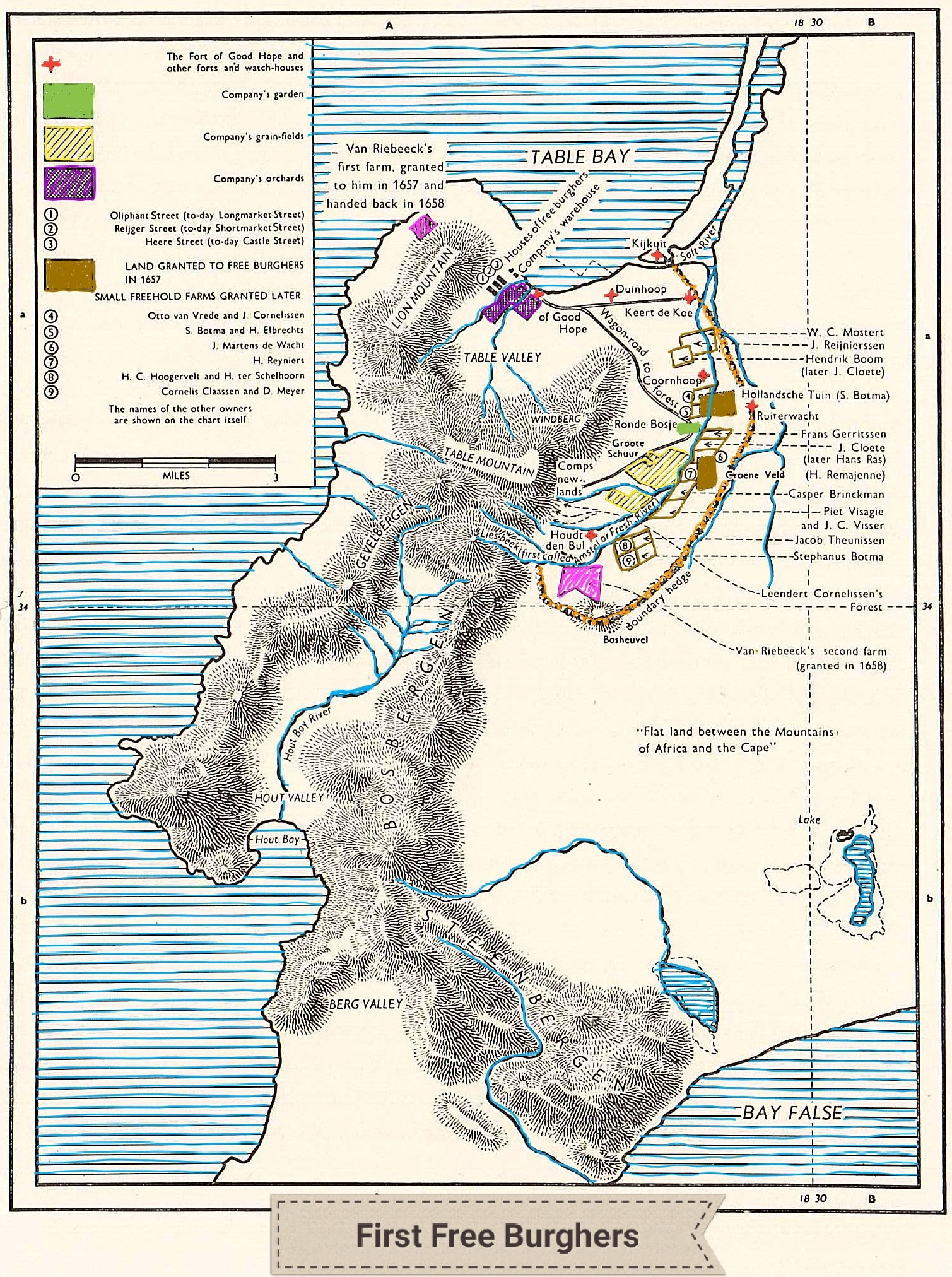
Afwikkeling van de eerste vrijburgers